# Keukenmachine

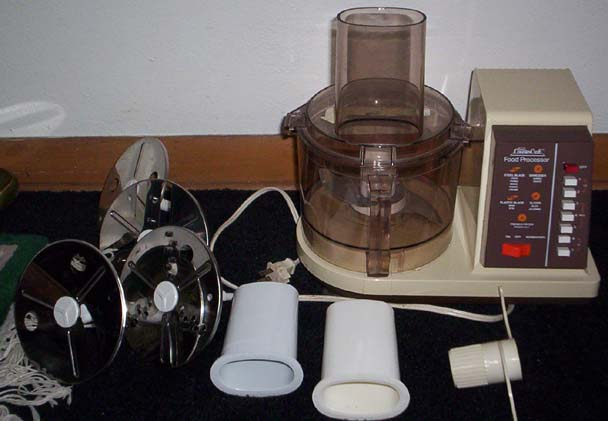
Een keukenmachine, met een aantal bijbehorende messen

Een keukenmachine of keukenrobot is een elektrisch apparaat dat een aantal in de keuken voorkomende karweitjes kan automatiseren. De machine kan hakken, bijvoorbeeld om een ui te snipperen, mengen voor het maken van deeg en beslag, en mixen. Keukenmachines zijn ook bekend onder de Engelse naam 'food processor'.
Een keukenmachine bestaat uit een motorblok, een mengkom en een aantal hulpstukken die door de motor worden aangedreven. De hulpstukken bestaan uit messen en snijplaten. De wat beter uitgeruste keukenmachines bezitten tevens een blender, waarmee een diversiteit aan mengsels (groente, fruit enz.) fijngehakt kan worden. Als hulpstuk bestaat er ook een gegolfde schijf, waarmee in korte tijd slagroom geklopt kan worden. Verder bevatten sommige wat geavanceerdere modellen speciale hulpstukken waarmee ze ook als citruspers kunnen worden gebruikt, zodat je er ook citrusvruchten mee kunt uitpersen. 